# Neofolk
Neofolk ili apokaliptični folk oblik je eksperimentalne glazbe koji spaja elemente suvremenog folka i industriala proistekle iz krugova punk rocka tijekom osamdesetih godina 20. stoljeća. Skladbe toga žanra mogu se svirati isključivo akustičnim glazbalima ili izvoditi uz pomoć akustičnih narodnih glazbala i raznih drugih zvukova. Karakteristične su teme iz područja povijesnog i kulturnog naslijeđa, poganstva, predaja i mitologije.

## Povijest
Izraz „neofolk” potječe iz ezoteričnih glazbenih krugova koji su se počeli koristiti tim izrazom krajem 20. stoljeća kako bi opisali glazbu koja je nastala pod utjecajem glazbenika kao što su Douglas Pearce (Death in June), Tony Wakeford (Sol Invictus) i David Tibet (Current 93).
Angloamerička narodna glazba s temama i zvukovima nalik na neofolk pojavljuje se već u šezdesetim godinama 20. stoljeća. Smatra se da su folk-glazbenici i sastavi poput Vulcan's Hammera, Changesa, Leonarda Cohena i Comusa utjecali na razvoj neofolka. Kasniji radovi sastava The Velvet Underground, posebice njegove članice Nico, iznimno su utjecali na razvoj neofolka.

## Kultura
Većina neofolk-glazbenika koristi se arhaizmima ili kulturnim i književnim pojmovima. Mjesne tradicije, lokalna vjerovanja te ezoterične i povijesne teme izrazito se često pojavljuju u toj vrsti glazbe. Različiti oblici neopoganstva i okultizma prisutni su u glazbi brojnih neofolk-glazbenika. Runsko pismo, europska poganska svetišta i drugi oblici izražavanja interesa za naslijeđe antike i predaka često se javljaju u tome žanru. Aluzije na te teme često su sadržane u imenima sastava, omotima albuma, odjeći izvođača i drugim vrstama umjetničkog izražavanja. Pojedini glazbenici izjavili su da je njihova povezanost s poganstvom dio šireg neopoganskog buđenja.
Brojne su skupine navedeno buđenje opisivale s pomoću metafora, često se služeći fašističkim simbolima i sloganima, zbog čega je žanr dovođen u vezu s ekstremnom desnicom, čemu se snažno protive ljubitelji žanra. Zbog pritužbi pojedini neofolk-sastavi javno su izrazili protivljenje uporabi fašističkih tema.

## Povezani izrazi i stilovi

### Apokaliptični folk
Apokaliptični folk kao opisni izraz stariji je od neofolka. Izraz apokaliptični folk rabio je David Tibet kako bi opisao glazbu svojeg sastava Current 93 koji je osnovan krajem osamdesetih ili početkom devedesetih godina 20. stoljeća. Tibet u početku nije htio tu glazbu dovesti u vezu s narodnom glazbom, nego je htio iskazati da njegov sastav čine „apokaliptični ljudi”. Tibet je sa svojom skupinom obrađivao tradicionalne engleske narodne pjesme. Tibet je također bio veliki zagovornik povučene engleske folk pjevačice Shirley Collins.

### Folk noir
Drugi nedovoljno precizni termini koji se rabe za opisivanje glazbe tog žanra jesu „mračni folk” ("dark folk") i „poganski folk” ("pagan folk"). Ti su izrazi opći i također se rabe za opis raznih nevezanih glazbenih stilova.

### Martial industrial
Martial industrial glazbeni je žanr koji je veoma sličan neofolku, a i razvijao se u bliskom kontaktu s njim.

## Poznati sastavi
- Allerseelen
- Der Blutharsch
- Of the Wand & the Moon
- Camerata Mediolanense
- Rome
- Burzum
- Wardruna
- Darkwood
- Empyrium
- Forseti
- Sonne Hagal
- Von Thronstahl
- Agalloch
- Blood Axis
- Changes
- In Gowan Ring
- Swans
- Ordo Rosarius Equilibrio
- Coil
- Current 93
- Death in June
- Fire + Ice
- Sol Invictus